# Paul Nolen
Paul Edward Nolen (nacido el 3 de septiembre de 1929 en Alvarado, Texas y fallecido el 7 de mayo de 2009) fue un jugador de baloncesto estadounidense que disputó un partido en la NBA, además de jugar con los Washington Generals, el equipo que acompañaba a los Harlem Globetrotters en sus giras. Con 2,08 metros de estatura, jugaba en la posición de pívot.

## Trayectoria deportiva

### Universidad
Jugó durante tres temporadas en los Universidad de Texas Tech del Instituto Tecnológico de Texas, siendo en todas ellas incluido en el mejor quinteto de la Border Conference, tras liderarla en anotación y en rebotes en 1951 (19,2 puntos y 17,6 rebotes por partido) y en 1952 (15,8 y 13,3).

### Profesional
Fue elegido en la trigésimo octava posición del Draft de la NBA de 1953 por los Baltimore Bullets, con los que jugó un único partido, en el que no consiguió anotar ni un punto.
Jugó posteriormente en los Washington Generals, el equipo que acompañaba en las giras a los Harlem Globetrotters.

## Estadísticas de su carrera en la NBA

### Temporada regular
| Temporada | Edad | Equipo            | Liga | Pos. | P | TIT | MIN | TC  | TCA | %TC  | 3P | 3PA | %3P | TL  | TLA | %TL | R.OF. | R.DEF. | REB | ASIS | ROB | TAP | PER | FP  | PTS |
| 1953-54   | 24   | Baltimore Bullets | NBA  |      | 1 |     | 2.0 | 0.0 | 1.0 | .000 |    |     |     | 0.0 | 0.0 |     |       |        | 1.0 | 0.0  |     |     |     | 1.0 | 0.0 |
| Total     |      |                   | NBA  |      | 1 |     | 2.0 | 0.0 | 1.0 | .000 |    |     |     | 0.0 | 0.0 |     |       |        | 1.0 | 0.0  |     |     |     | 1.0 | 0.0 |